# جيمس هوستون
جيمس هوستون (بالإنجليزية: James Houston)‏ هو محامي وقاضي أمريكي، ولد في 10 أكتوبر 1767، وتوفي في 8 يونيو 1819.